# HomePod

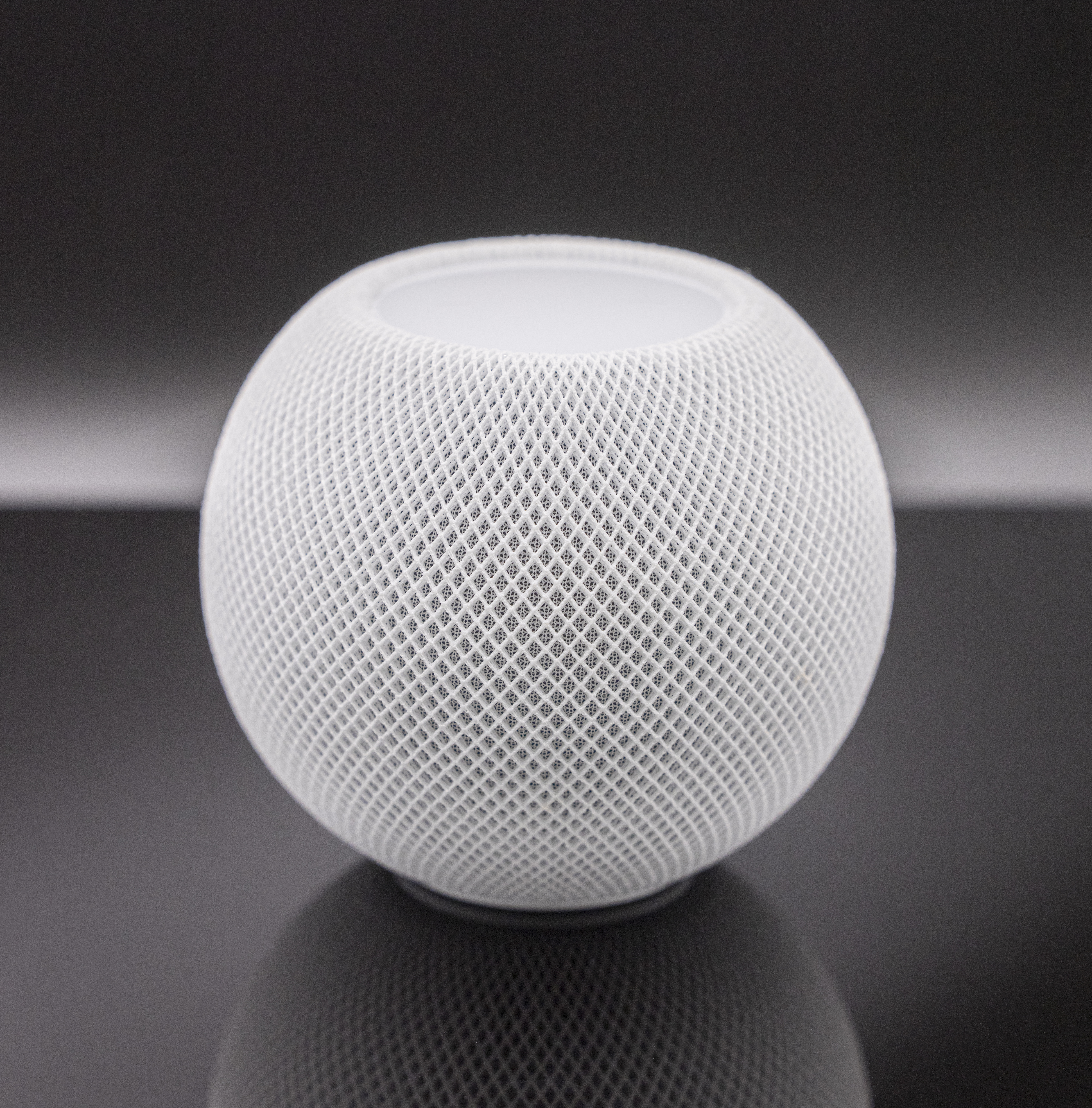
HomePod mini

HomePod, es un altavoz inteligente desarrollado y producido por Apple Inc. Fue anunciado el 5 de junio de 2017. Se vende al público en los colores blanco y negro, y compite directamente con los altavoces Echo de Amazon y Home de Google, además del Sonos One. Una de sus principales características es que posee la mejor calidad de  sonido del mercado, pero entre sus falencias se encuentra su alta dependencia al iPhone y su alto precio.
El HomePod salió a la venta en España y México el 26 de octubre de 2018.
Apple ha anunciado una segunda generación de HomePod que se pondrá a la venta el 3 de febrero.